# Ulrich Kortenkamp
Ulrich H. Kortenkamp  (geborener Hund, * 18. Oktober 1970 in Köln) ist ein deutscher Mathematiker und Hochschullehrer. Er ist Professor für Didaktik der Mathematik an der Universität Potsdam.

## Leben und Forschung
Kortenkamp studierte nach dem Abitur in Kerpen von 1989 bis 1995 an der Westfälischen Wilhelms-Universität Münster Mathematik und Nebenfach Informatik mit dem Diplom in Mathematik als Abschluss. Von 1995 bis 1997 war er Wissenschaftlicher Mitarbeiter an der TU Berlin bei Günter M. Ziegler und danach bis 1999 Wissenschaftlicher Assistent an der ETH Zürich im Bereich Theoretische Informatik bei Jürgen Richter-Gebert, bei dem er 1999 promovierte mit der Dissertation Foundations of Dynamic Geometry. Anschließend war er von 2000 bis 2003 Wissenschaftlicher Assistent an der FU Berlin im Gebiet Theoretische Informatik bei Günter Rote.
An der TU Berlin war er bis 2004 Gastprofessor und anschließend bis 2006 Juniorprofessor für Didaktik der Mathematik. Danach war er bis 2009 Professor für Medieninformatik und ihre Didaktik an der PH Schwäbisch Gmünd und bis 2012 als Nachfolger von Jochen Ziegenbalg Professor für Mathematik und ihre Didaktik an der PH Karlsruhe. Als Nachfolger von Wilfried Herget hatte er bis 2014 die Professur für Didaktik der Mathematik an der Martin-Luther-Universität Halle-Wittenberg und ist seit 2014 Professor für Didaktik der Mathematik an der Universität Potsdam.
Von spätestens 1997 bis 1998 war Kortenkamp Vorstandsmitglied des Virtuellen Ortsvereins der SPD. 1998 entwickelte er mit Jürgen Richter-Gebert die auf der Programmiersprache Java basierende Dynamische-Geometrie-Software Cinderella. Seit 2015 ist er Herausgeber von MathEduc und Mitglied des Editorial Board von Digital Experiences in Mathematics Education. Seine Arbeitsgebiete liegen in den Bereichen Dynamische Geometriesysteme, Mathematikunterricht und Informatik, Didaktik der Informatik. Neben seiner Forschung über das Lernen mit digitalen Werkzeugen im Mathematikunterricht der Sekundar- und Primarstufe leitet er seit 2016 in Potsdam das Projekt „Digitales Lernen Grundschule“, welches durch die Deutsche Telekom Stiftung an fünf Standorten gefördert wird. 2020 war er Preisträger des Ars legendi-Fakultätenpreises im Fach Mathematik.

## Mitgliedschaften
- Gesellschaft für Didaktik der Mathematik
- Deutsches Zentrum für Lehrerbildung Mathematik